# Felipe Sanchón
Felipe Sanchón Huerta (Barcellona, 8 aprile 1982) è un ex calciatore spagnolo, di ruolo attaccante.

## Carriera
Dopo aver giocato nelle giovanili del Barcellona, gioca dal 2000 al 2004 nelle squadre C e B. Nel 2004 passa al Figueres. Nel 2005 si trasferisce al Girona. Nel 2006 viene acquistato dal L'Hospitalet. Nel 2007 si trasferisce in Grecia, all'Aris Salonicco. Nel gennaio 2009 viene ceduto in prestito secco al Girona. Rientrato dal prestito, nel luglio 2009 passa all'Udinese. Un mese dopo viene ceduto in prestito al Granada. Nel dicembre 2010, dopo una stagione e mezza al Granada, torna all'Udinese. Nel gennaio 2011 viene ceduto nuovamente in prestito, stavolta al Gimnàstic. Nell'agosto 2011 l'Udinese lo cede a titolo definitivo all'Hércules. Dopo una stagione, il 14 agosto 2012 viene ufficializzato il suo passaggio al Girona.

## Palmarès

### Club

#### Competizioni nazionali
- Tercera División: 1

Girona: 2005-2006